# برج أريحا
برج أريحا هو برج حجري يقع في أريحا طوله 8.5 متر (28 قدم). بُنيت في العصر الحجري الحديث ما قبل الفخاري تقريباً حوالي 8000 سنة قبل الميلاد. تُعتبر من بين أقدم المعالم الأثرية الحجرية للبشرية.
إكتُشف جدار أريحا من قِبل جون جارستانغ خلال حفريات بين سنتي 1930-1936، التي أُشير إليه في سفر يشوع في الكتاب المقدس ويعود تاريخه إلى 1400 سنة قبل الميلاد. ثم اكتشفت كاثلين كينون البُرج خلف جدار أريحا داخل البلدة خلال عمليات التنقيب بين سنتي 1952-1958 في الخندق I. قَدمت كينون أدلة على أن البُرج يعود إلى العصر الحجري الحديث، كجزء من مدينة بروتو. البرج يُسلط الضوء على أهمية أريحا لفِهم أنماط الإستيطان في فترة العصر الحجري الحديث في جنوب بلاد الشام.

## البناء
تَم بناء البُرج مع الدرج الداخلي من 22 درجة، وبطول 8.5 متر (8 قدم)، وقُطر القاعدة 9 متر (30 قدم)، يتناقص بالأعلى 7 متر (23 قدم). ويقدر عمر بناء البرج قد إسْتغرق 11,000 يوم عمل.